# І вся любов
І вся любов (рос. И вся любовь) — радянський художній фільм 1989 року, знятий на кіностудії «Мосфільм».

## Сюжет
Випускниця сельхозтехникума Валя Діденко, ставши передовиком виробництва, а потім і народним депутатом, полюбила свого покровителя — голову колгоспу. Однак щастю не судилося відбутися. Свідомо порушуючи давно застарілі інструкції, голова був звинувачений в махінаціях і відданий під суд…

## У ролях
- Ірина Бякова — Валентина
- Сергій Варчук — Ігор
- Юрій Платонов — Іван Андрійович
- Василь Петренко — Ігор
- Ігор Скібін — епізод
- Ірина Коваленко — епізод
- Юрій Назаров — тракторист
- Ольга Сіріна — епізод
- Ніна Меньшикова — епізод
- Олександр Толмачов — Голотяпкін, тракторист
- Сергій Барабанщиков — епізод
- Валерій Ненашев — фотограф
- Олександр Пятков — епізод
- Павло Сиротін — епізод

## Знімальна група
- Режисер — Анатолій Васильєв
- Сценаристи — Сергій Бодров, Ірина Васильєва
- Оператор — Юрій Невський
- Композитор — Віктор Бабушкін
- Художник — Семен Валюшок